# 草叉

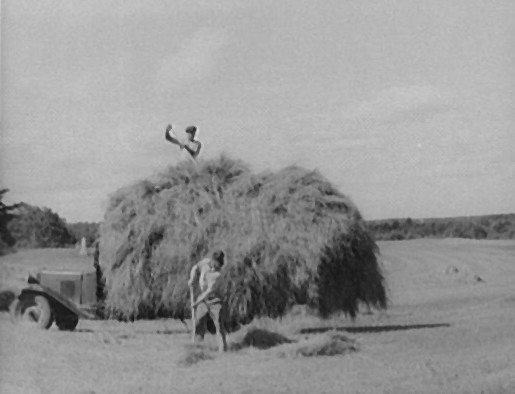
用草叉叉乾草

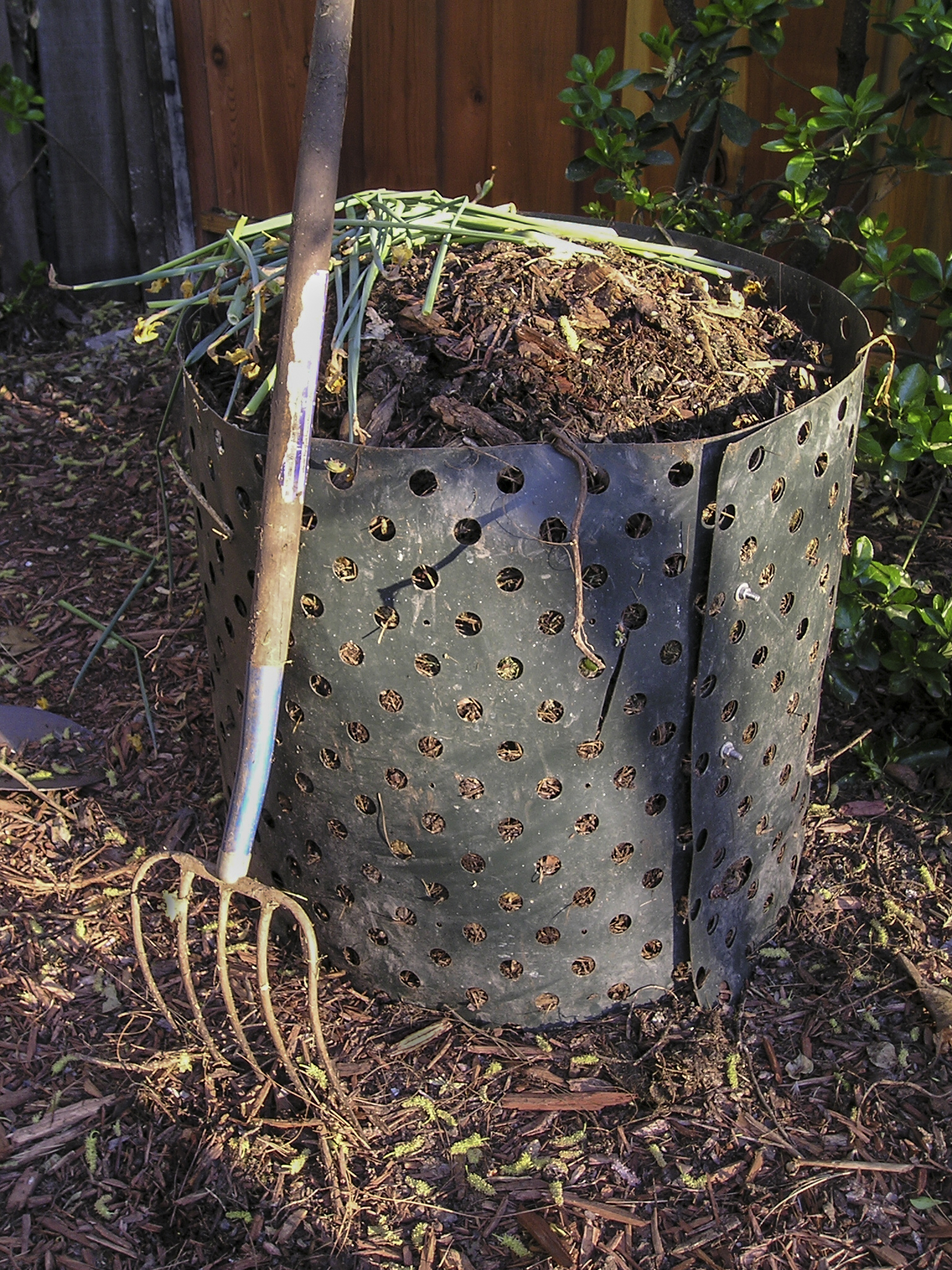
堆肥桶旁的草叉

草叉（pitchfork）是一種有長手柄及尖齒的農具，可以處理像乾草、秸秆或是落葉等鬆散的長材料，可以集中材料，或是將材料從一處移到別處。
「草叉」常用來指園藝叉，但此說法不準確。草叉和園藝叉外型類似，但園藝叉較短，也較粗壯，有三到四個的尖齒，可以在花園中鬆土。

## 說明
草叉是一種農具，有長手柄以及細長的尖齒。一般的草叉只會有二到三個尖齒，而處理有机肥的草叉具有四個或更多個叉齒，也有些叉齒較多的草叉會用來處理乾草或青贮饲料。草叉的尖齒一般是用鐵製成，手柄部份是木製的，不過也有用熟鐵、竹、合金等材質。草叉有點類似在花園中使用，較短也較堅固的花園叉。

## 歷史
平民無法負擔像劍或是槍之類的武器，或是不一定可以取得這類的武器，因此草叉及鐮刀常用來作為平民的即制武器。
歐洲最早是在中世纪使用草叉，約和耖同時。草叉最早是全部木製，現代的草叉叉齒部份會用硬質金屬製成。

## 流行文化

### 藝術品

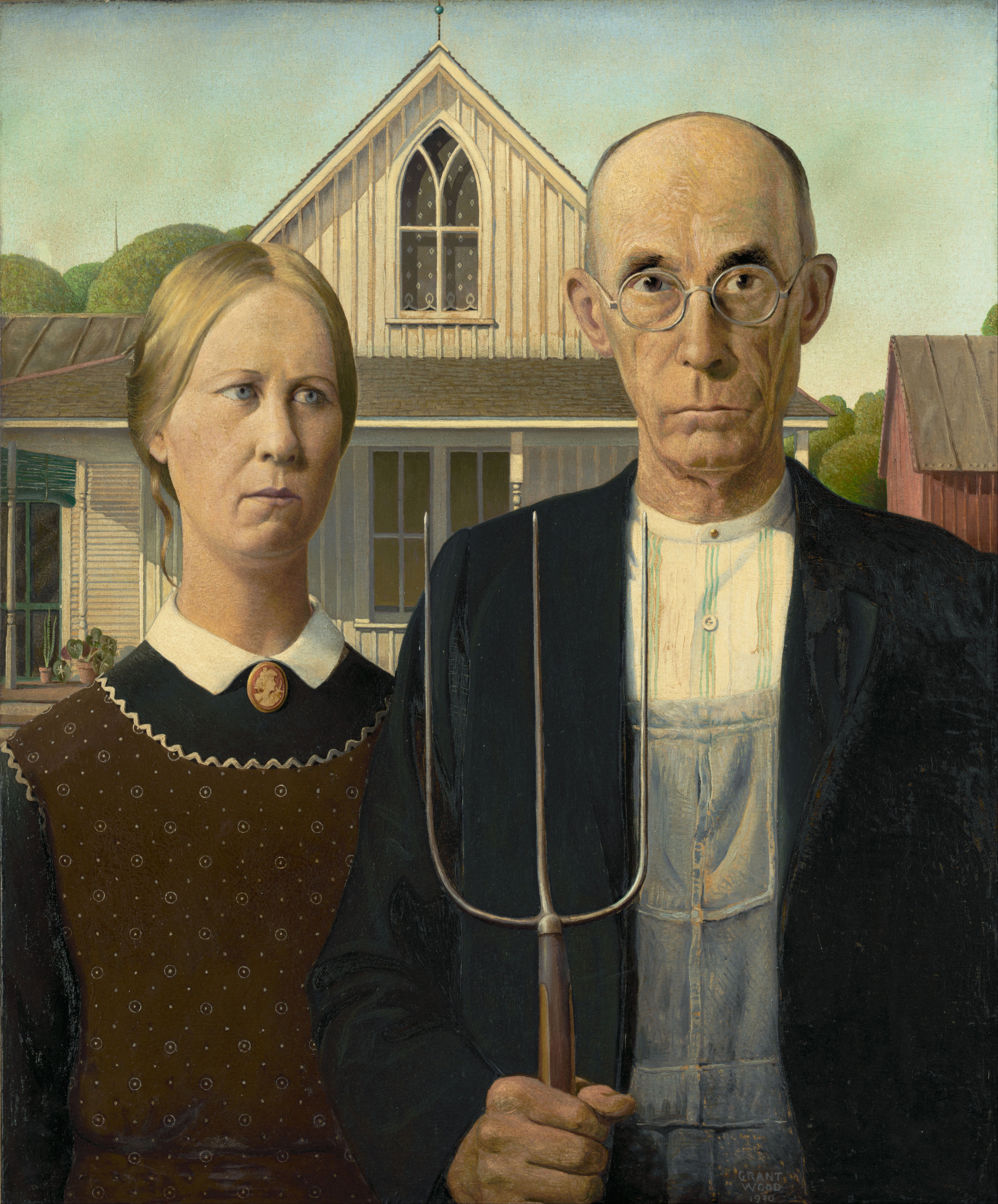
格兰特·伍德1930年所繪的《美国哥特式》

許多畫家的畫作中有描繪使用中的草叉，或是靜置的草叉。美國繪畫作品《美国哥特式》是於1930年由格兰特·伍德所繪，其中有一把三齒的草叉。

### 政治
因為草叉和農業及農民有關，草叉已用來作為民粹主義的象徵，也用來當成一些民粹主義領袖的暱稱。
美國中西部的幫派Gangster Disciples就以三齒草叉為其標誌之一。
委內瑞拉極右翼政黨新秩序也以以三齒草叉為其標誌。